# Yüksel Holding
Die Yüksel Holding ist eine türkische Holding. Wichtigstes Unternehmen ist der Baukonzern Yüksel İnşaat (94 % des Umsatzes). Er ist in der Türkei, Saudi-Arabien, Zentralasien, Libyen und Kongo-Brazzaville tätig. Zu den Bauprojekten gehören z. B. die Talsperren Kandil und Altınkaya (Türkei) sowie Damad und Murwani (Saudi-Arabien). Außerdem baut Yüksel İnşaat Teile der Doha Metro (Rote Linie) und der Gaspipeline TANAP. 2014 erwirtschaftete das Unternehmen einen Umsatz von 1,19 Mrd. Türkische Lira.

## Tochtergesellschaften
- Yüksel İnşaat
- Yüksel İnşaat Saudia Limited
- Sasel Elektromekanik Sanayi ve Ticaret
- Datasel Bilgi Sistemleri
- Meksa Yatırım Menkul Değerler
- Yüksel Yapı Elemanları
- Yüksel Enerji Holding
- Yüksel Enerji Elektrik Üretim ve Tic.
- Yüksel Özel Güvenlik Hizmetleri
- Yüksel Savunma Sistemleri
- Yüksel Kompozit Teknolojileri
- Kask Sigorta Aracılık Hizmetleri
- Yüksel Yatçılık
- Yüksel Elektrik Enerjisi Toptan Satış
- Yüksel Yönetim Hizmetleri